# Shinji Mikami

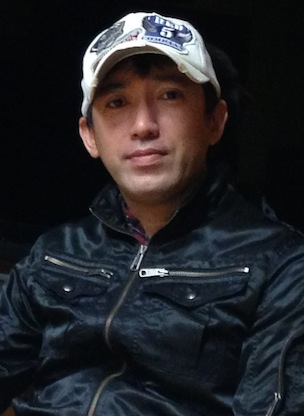
Shinji Mikami in Tokio (2013)

Shinji Mikami (jap. 三上 真司 Mikami Shinji; * 11. August 1965 in Iwakuni) ist ein japanischer Spieleentwickler und der Erfinder der populären Resident-Evil-Reihe. Zurzeit ist er beim Entwicklerstudio Tango Gameworks angestellt. Außerdem hat er an der Herstellung einiger der populärsten Capcom-Titel wie beispielsweise Viewtiful Joe und Devil May Cry als Produzent mitgewirkt.

## Karriere
Nachdem er an der Dōshisha-Universität seinen Abschluss gemacht hatte, begann Mikami 1990 als Planer bei Capcom. Sein erster Titel dort war ein Quiz-Spiel für den Game Boy mit dem Titel „Capcom Quiz: Hatena? no Daiboken“, das eine Entwicklungszeit von über drei Monaten hatte. Es folgten viele Spiele basierend auf Warenzeichen von Disney: „Falsches Spiel mit Roger Rabbit“ (1991, Game Boy), „Aladdin“ (1993, SNES) und „Goof Troop“ (1994, SNES).
Nach der Veröffentlichung von Goof Troop begann Mikami die Entwicklung eines Spiels mit Horrorthematik für die PlayStation, das in einem Geisterhaus spielt. Die Idee basierte lose auf Sweet Home (einem Spiel für die Famicom Konsole (Nintendo Entertainment System)). Das Ergebnis war das Spiel Biohazard, ein Action-Adventure, das polygonbasierte dreidimensionale Figuren und Objekte mit vorgerenderten Hintergründen kombinierte. Neben anderen Monstern enthielt das Spiel Zombies, die stark auf George A. Romeros Dead-Filmserie basierten. Der Titel des Spieles wurde entsprechend dem Vorschlag von Capcom USA für den westlichen Markt zu Resident Evil geändert. Am 22. März 1996 erschien das Spiel in Japan und Nordamerika und wurde einer der ersten erfolgreichen Titel für die PlayStation. Obwohl es nicht das erste Spiel dieser Art war, machte Resident Evil das Survival-Horror-Genre populär und inspirierte andere ähnliche Spiele.
Nach dem Erfolg von Resident Evil wurde Mikami zum Produzent befördert und war von nun an mehr in die geschäftliche Seite der Firma eingebunden. Als Produzent beaufsichtigte er die Entwicklung der Resident-Evil-Fortsetzungen (Resident Evil 2, Resident Evil 3: Nemesis und Resident Evil: Code Veronica) und einen anderen Titel des gleichen Genre: Dino Crisis (1999).
Mikami wurde 1999 zum Manager des Capcom Production Studio 4 befördert und arbeitete als Ausführender Produzent für diverse Spiele, darunter auch das Original „Devil May Cry“ (das ursprünglich zur „Resident Evil“-Serie gehören sollte). 2001 traf er seine wahrscheinlich am kontroversesten diskutierte Entscheidung: Mikami traf mit Nintendo eine Übereinkunft, wonach die Resident-Evil-Spiele nur für den Nintendo GameCube erhältlich sein würden. Neben Ports von bisherigen PlayStation- und Sega-Dreamcast-Spielen erschienen drei neue Titel der Serie: ein Remake des Original-Resident Evil, Resident Evil Zero und Resident Evil 4. Spinoffs wie Gun Survivor und Outbreak gehörten nicht zu der Vereinbarung. Resident Evil und Resident Evil Zero erschienen beide 2002. Obwohl beide Spiele von den Kritikern gut aufgenommen wurden, entsprachen die Verkäufe nicht Capcoms Erwartungen, weshalb sie als kommerzielle Misserfolge gewertet wurden.
Trotzdem blieb Mikami bei seiner Haltung gegenüber Nintendo und gab die Entwicklung von vier weiteren Titeln ausschließlich für den GameCube, zusätzlich zu den Spielen Resident Evil 4, P. N. 03, Viewtiful Joe, killer7 und Dead Phoenix bekannt. Diese Aufstellung wurde als „Capcom 5“ bekannt.
Das erste dieser Spiele war P. N. 03. Das Spiel hatte weder bei den Kritikern noch bei den Käufern Erfolg. Deswegen verzichtete Mikami auf seinen Managerposten, blieb aber als einer der führenden Produzenten im Team. Mikami entschied sich, von nun an auf die kreativen Aspekte des Teams zu konzentrieren, übernahm Hiroshi Shibatas Aufgaben an der Arbeit an Resident Evil 4 und gab dem Projekt eine neue Richtung.
Capcom schrieb den Misserfolg des Resident-Evil-Remakes und Resident Evil Zero dem Vertrag mit Nintendo zu und entschied, die übrigen Capcom 5 Titel auch für die PlayStation 2 zu veröffentlichen (inklusive des später abgebrochenen Projekts Dead Phoenix). Angeblich wurde diese Entscheidung gegen Mikamis Willen getroffen.
2005 erschien Resident Evil 4 und war eines der meistverkauften Spiele für den GameCube. Weltweit wurden davon über 1,2 Millionen Exemplare verkauft. Nach dem Erfolg von Resident Evil 4 verließ Mikami „Studio 4“ und wechselte zu „Clover Studio“. Nachdem Capcom die Schließung von Clover bekanntgab, eröffnete Mikami zusammen mit Atsushi Inaba und Hideki Kamiya im Februar 2007 ein neues unabhängiges Studio namens Seeds – Das Studio, das nun als Platinum Games bekannt ist. Sein erstes Spiel für Platinum Games im Vertrieb von Sega hieß Vanquish und erschien am 22. Oktober 2010 für Xbox 360 und PlayStation 3. Mikami war nicht an der Produktion von Resident Evil 5 beteiligt. 2010 kaufte ZeniMax das Studio Tango Gameworks von Shinji Mikami auf, wo er mehr als zehn Jahre als President und Creative Director tätig war und ein weiteres Survival-Horror-Spiel namens The Evil Within entwickelte, das vorher den Arbeitstitel Zwei getragen hatte.
Am 23. Februar 2023 wurde bekannt, dass er Tango Gameworks verlässt.

## Werke
- The Evil Within 2 (2017; Executive Producer, Supervisor)
- The Evil Within (2014; Creative Director)
- Shadows of the Damned (2011; Creative Producer)
- Vanquish (2010)
- God Hand (2006; Director)
- killer7 (2005; Handlung, Executive Producer)
- Resident Evil 4 (2005; Director)
- Dino Crisis 3 (2003; Executive Producer)
- Viewtiful Joe (2003; Executive Producer)
- P.N.03 (2003; Director)
- Resident Evil Zero (2002; Executive Advisor)
- Resident Evil (2002; Director)
- Devil May Cry (2001; Executive Producer)
- Resident Evil Gaiden (2001; Advisor)
- Onimusha: Warlords (2001; Advisor)
- Dino Crisis 2 (2000; Executive Producer)
- Resident Evil Code: Veronica (2000; Producer)
- Resident Evil 3: Nemesis (1999; Producer)
- Dino Crisis (1999; Producer, Director)
- Resident Evil 2 (1998; Producer)
- Resident Evil (1996; Director)
- Goof Troop (1994; Game Designer)
- Aladdin (1993; Planer SNES-Version)
- Untitled F1 game (1992; eingestellt; Planer)
- Who Framed Roger Rabbit (1991; Planer Game-Boy-Version)
- Capcom Quiz: Hatena? no Daibōken (1990; Planer Game-Boy-Version)